# Wilhelminia
Wilhelminia es un género monotípico perteneciente a la familia Malvaceae cuya única especie es Wilhelminia sciadiolepida.